# Heen en Weer XV (schip, 1910)

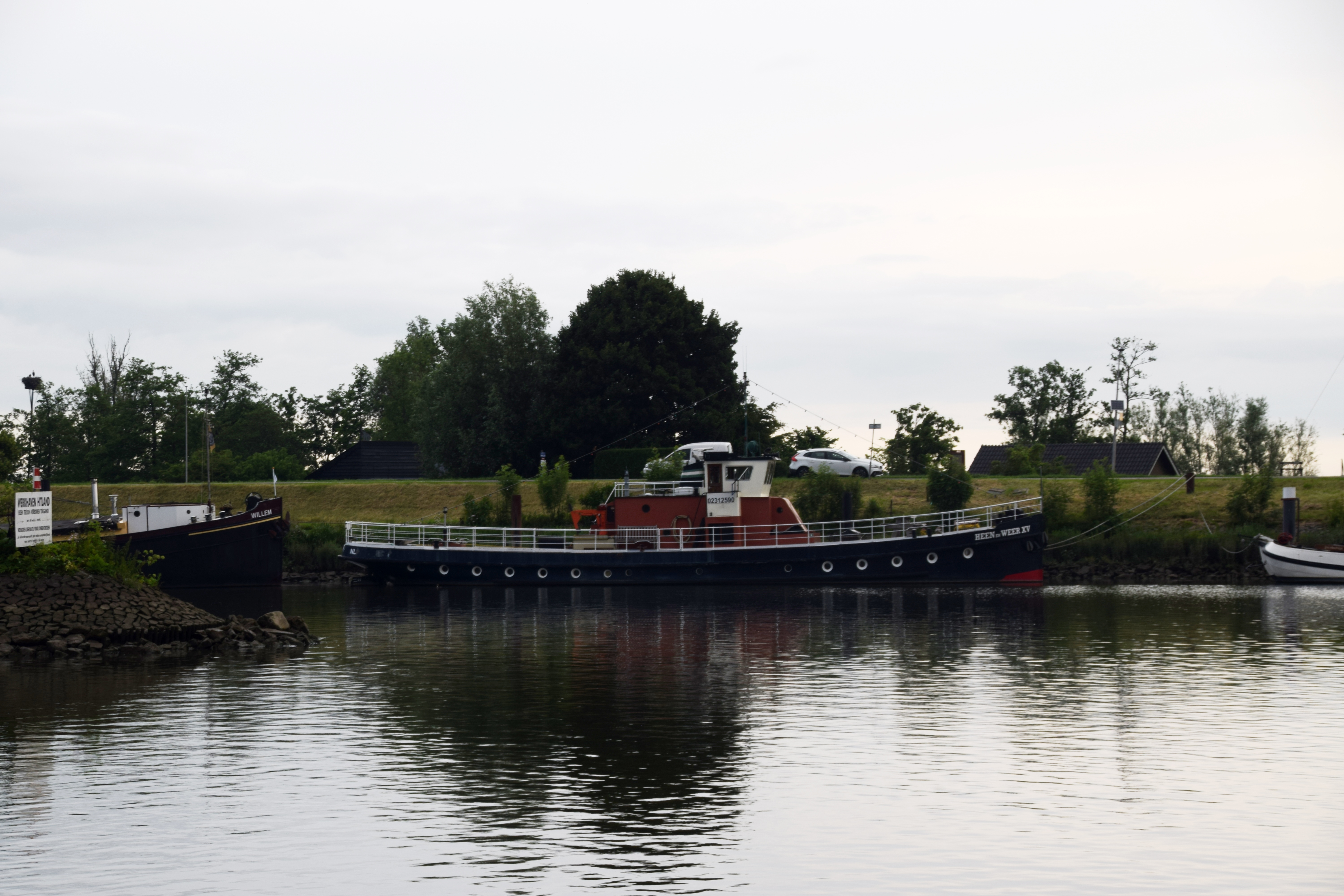
De Heen en Weer XV in werkhaven Hitland (Nieuwerkerk aan den IJssel)

Het voetveer Heen en Weer XV werd in 1910 gebouwd voor de Rotterdamse gemeentelijke Reederij Heen en Weer. Scheepswerf Landman & Zoon in Schiedam en afbouwwerf P. Smit Jr. in Rotterdam kregen de opdracht voor ƒ 30.000,-. Maar omdat het schip 3 maanden te laat werd opgeleverd kreeg de werf een boete van ƒ 1750,-
Op 4 april 1910 werd zij ingezet op de lijn Dokhaven - Schiemond - Waalhaven, maar per 1 januari 1911 werd deze dienst gestaakt wegens een te geringe belangstelling. Het schip werd daarna ingezet op de andere lijnen. Later werd deze lijn weer gevaren, tot de opheffing van de veerdiensten in 1968.
In 1957 werd de stoommachine van het schip vervangen door een Industrie dieselmotor en werd het open achterdek van een dekhuis voorzien.
In 1963 werden alle veren door de Scheepvaartinspectie afgekeurd, maar enkele schepen, waaronder de Heen en Weer XV, kregen na enige reparaties een tijdelijke goedkeuring. Te voorzien was dat ze binnen afzienbare tijd uit de vaart zouden worden genomen. De Rotterdamse metro zou namelijk de veren en de tramlijnen over de Maasbruggen vervangen. De Metro werd geopend op 9 februari 1968. De gemeentelijke veerdiensten werden die dag opgeheven en de schepen opgelegd in de Dokhaven, Charlois.

## Verdere geschiedenis
- 26.02.1968 De gemeenteraad van Rotterdam (Commissie Havenbedrijf) keurde de verkoop goed aan firma P. Smit (Spido) voor ƒ 15,000.-
- 30.05.1968 Verkocht aan "Nederlandsche Stoomsleepdienst v/h van P.Smit Jr. CV, Rotterdam Nieuwe naam: Veermansplaat De Spido gebruikte het voormalige Heen en Weer XV als schip om personen te brengen en halen van de diverse zeeschepen in de Rotterdamse haven.
- 31.03.1971 Verkocht aan Smit-Spido N.V. Rotterdam
- 19.06.1972 Verkocht aan Metaalhandel & Sloopwerken HP Heuvelman NV, Krimpen aan den IJssel, om te worden gesloopt, maar:
- 21.08.1972 Verkocht aan G.Postma, Amsterdam-Harlingen, gebruik voor de vangst van garnalen op de Waddenzee
- 02.10.1972 Verkocht aan J.Nauta, Harlingen Nieuwe naam: Mebay
- 02.10.1972 Verkocht aan J Leistra, Zurich Nieuwe naam: Hendrika II
- 15.12.1983 Verkocht aan C. Fondse, Harlingen Nieuwe naam: Albatros, gebruik voor de sportvisserij op de Noordzee
- In 1990 is de overkapping van het achterdek verwijderd ten behoeve van de visserij
- 05.12.1991 Nieuwe naam: Noordvaarder, gebruik voor de sportvisserij op de Noordzee
- 28.07.1993 Verkocht aan Vof Aalscholver, Velp Noordvaarder, gebruik voor de sportvisserij op de Waddenzee
- 2001 Verkocht aan Eibert en Corry van Sligtenhorst, die op het schip in Zutphen gingen wonen. Nieuwe naam: Aalscholver
- 2016 Verkocht aan Jan Willem Hollestein, die het ook als woonschip gebruikt in werkhaven Hitland (Nieuwerkerk aan den IJssel)). Begin mei 2016 weer herdoopt in Heen en Weer XV.

## Gegevens
- Lengte over alles: 28,89 m
- Breedte: 6,35 m
- Diepgang: 1,95 m
- Laadvermogen: 70 ton
- Voortstuwing: 260 ipk 2 cilinder verticale compound-stoommachine en Schotse ketel met een verwarmingsoppervlak van 58,5 m² bij 10 atm, beide geleverd door de bouwwerf. In 1957 vervangen door een dieselmotor, een De Industrie 4VD6A, geleverd 21-07-1957, motornr.3569, aan de Gemeente Rotterdam, Dokken en Veren, ten behoeve van de Heen en Weer XV.